# جون ایتودا
جون ایتودا (انگلیسی: Jun Itoda؛ زادهٔ ۱۳ دسامبر ۱۹۷۲) کمدین اهل ژاپن است.